# SU-14
Il SU-14 fu un SPG (semovente d'artiglieria) pesante sovietico, costruito sullo scafo di un T-35. La variante SU-14-1 del 1936 aveva un cannone B-10 da 152,4 mm (chiamato anche modello 1935) navale che poteva sparare proiettili da 43,5 kg fino a 20 km. La corazzatura era spessa dai 20 ai 30 mm. La sua utilità principale e il motivo della commissione era quello di perfezionare l'artiglieria campale: la dotazione delle artiglierie era ottima, ma si puntava all'aumentare la velocità di marcia e di messa in batteria dei pezzi più pesanti. L'idea era giustificata, ma la scarsa occultabilità del mastodontico mezzo in campo aperto portarono all'abbandono del progetto dopo che le linee di produzione avevano fornito appena 2 esemplari. Questi furono inseriti in postazioni preparate sul Mar Baltico e utilizzati come pezzi d'artiglieria costiera.